# José María Casasayas
José María Casasayas Truyols (Palma de Mallorca, 22 de enero de 1927-Palma de Mallorca, 29 de septiembre de 2004), abogado español, campeón de ajedrez de las Islas Baleares, ornitólogo, y cervantista.

## Biografía
Fundó en 1988 la Asociación de Cervantistas, con sede oficial en Alcalá de Henares, y recaudó fondos para organizar coloquios anuales y congresos internacionales trienuales.
Creó una importante biblioteca personal, que ha sido comprada por la Universidad de las Islas Baleares. Los libros raros los fotocopiaba y encuadernaba las fotocopias, vendiendo los originales para poder comprarse otros. Eisenberg habla de dos descubrimientos en la biblioteca de Casasayas: de un ensayo censurado de la revista Cuadernos Hispanoamericanos porque mencionó, en 1963, el asesinato de Lorca, y un libro sobre un sufí español, Ibn Masarra, que le llevaría a su interpretación de Noches en los jardines de España de Manuel de Falla.